# Arlet Mólgora Glover
Arlet Molgora Glover (Poza Rica, 17 de julio de 1977) es diputada local por el I Distrito Electoral Local de Quintana Roo en la XIV Legislatura del Honorable Congreso del Estado de Quintana Roo presidente de la Comisión de Comisión de Salud y Asistencia Social. Licenciatura en Contaduría por el Instituto Tecnológico de Chetumal.